# Maxus D90
Maxus D90 — среднеразмерный кроссовер, выпускающийся подразделением Maxus компании SAIC Motor с октября 2017 года.

## Описание
Прототип Maxus D90 был представлен в 2016 году на Пекинском автосалоне. В том же году дебют состоялся в Гуанчжоу. Модель выпущена на платформе T60.
Автомобиль оснащён 2,0-литровым двигателем 20L4E TGI с турбонаддувом, который сочетается в паре с шестиступенчатой механической или же автоматической трансмиссией (Tiptronic). Вместимость варьируется от 5 до 7 мест, а количество комплектаций составляет 8.

Также на автомобили устанавливаются радиаторные решётки пяти разновидностей: звёздная, сетчатая, светло-чёрная тройная, хромированная и сетчатая с логотипом Maxus.

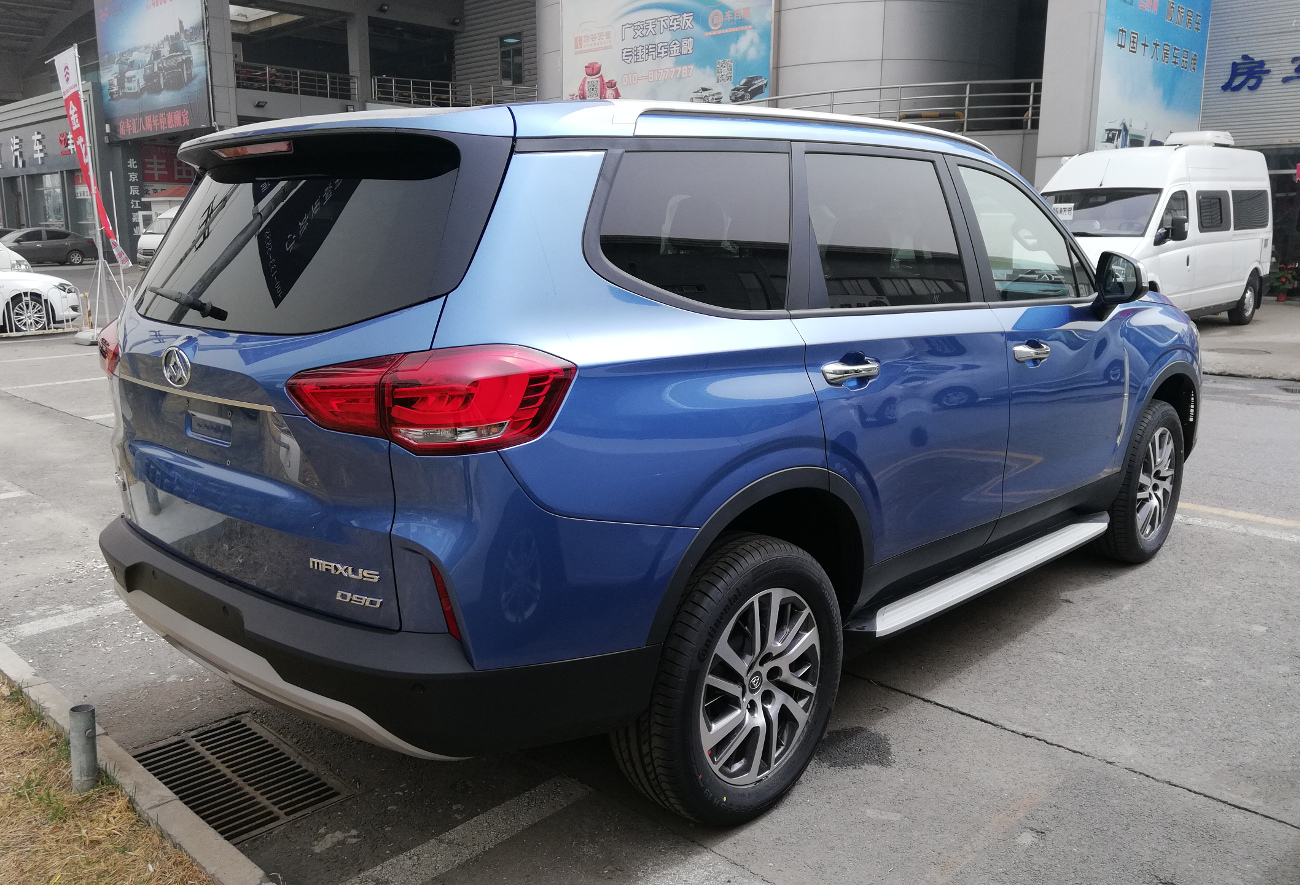
Вид сзади
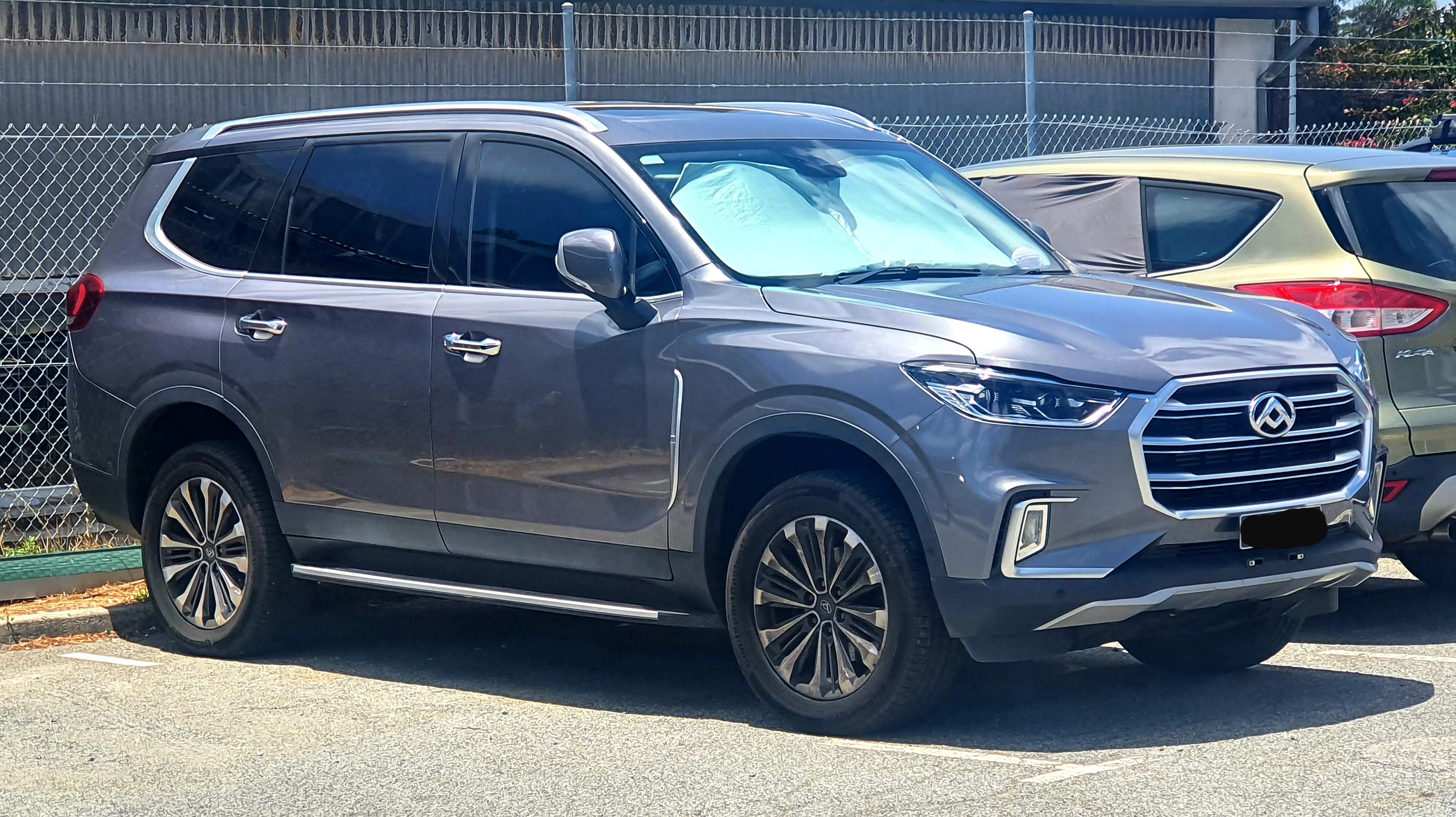
2022 LDV D90 (SV9A) Executive

## Maxus Territory
Maxus Territory был представлен в августе 2017 года в Чэнду. Является люксовой версией Maxus D90.

## MG Gloster
MG Gloster является ребеджинговым вариантом D90, продающимся в Индии.

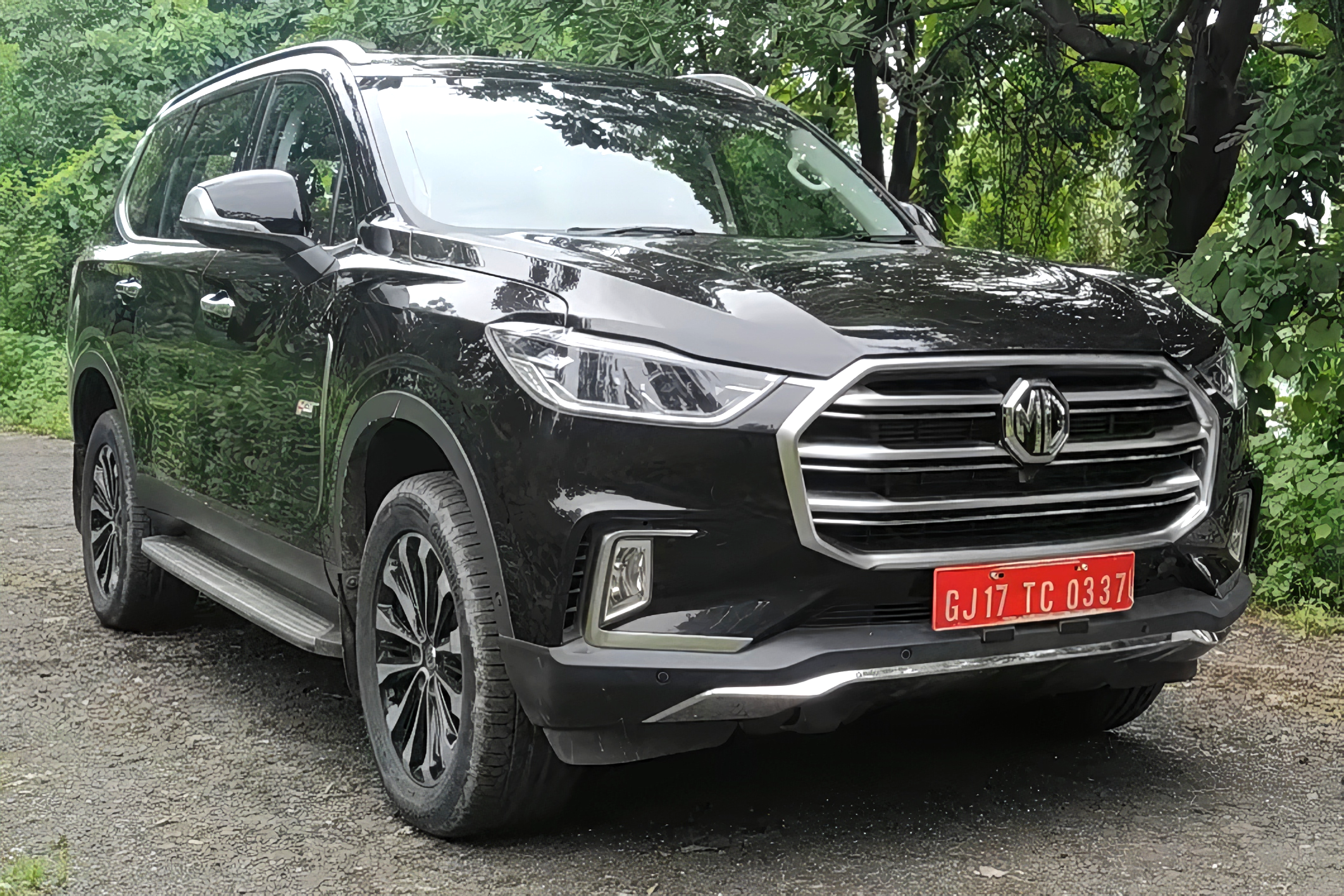
MG Gloster (Индия)

## Технические характеристики
| Двигатели                    | Двигатели                        | Двигатели | Двигатели        | Двигатели                           | Двигатели                    | Двигатели      | Двигатели  |
| Модель                       | Трансмиссия                      | Двигатель | Объём            | Мощность                            | Крутящий момент              | Нормы выбросов | Топливо    |
| ---------------------------- | -------------------------------- | --------- | ---------------- | ----------------------------------- | ---------------------------- | -------------- | ---------- |
| SDEC SC20M 163 Q6A           | 6-скор. МКПП и АКПП 8-скор. АКПП | I4        | 2,0 л (1996 см3) | 120 кВт (161 л. с.) при 4000 об/мин | 375 Н⋅м при 1500—2400 об/мин | Euro 6b        | Дизельное  |
| SDEC SC20M 218 Q6A (D90 Pro) | 6-скор. МКПП и АКПП 8-скор. АКПП | I4        | 2,0 л (1996 см3) | 160 кВт (215 л. с.) при 4000 об/мин | 480 Н⋅м при 1500—2400 об/мин | Euro 6b        | Дизельное  |
| SAIC-GM 20L4E TGI            | 6-скор. МКПП и АКПП 8-скор. АКПП | I4        | 2,0 л (1995 см3) | 157 кВт (211 л. с.) при 5500 об/мин | 350 Н⋅м при 4000 об/мин      | Euro 6         | Бензиновое |